# Cat Burns
Cat Burns (* 6. Juni 2000 in London; eigentlich Catrina Keri Oluwaseun Burns-Temison) ist eine britische Popsängerin aus London. Anfang 2022 wurde sie mit ihrem Song Go europaweit bekannt.

## Biografie
Catrina Burns wuchs im Londoner Stadtteil Streatham auf. Während sie die BRIT School besuchte, arbeitete sie bereits an ihrer Musikkarriere. Anfänglich spielte sie als Straßenmusikerin, veröffentlichte aber bereits 2016 die EP Adolescent mit sechs Songs. Sie wurde sofort ein Erfolg auf der Plattform iTunes. BBC Radio 1Xtra wurde auf sie aufmerksam und wählte einen ihrer Songs zum „Track of the Week“. Weitere Singles folgten und 2018 wurde ihr in den Medien der Durchbruch vorhergesagt.
Nach ihrem Schulabschluss folgte 2019 eine zweite EP mit dem Titel Naive. Ihre Anhängerschaft vergrößerte sie über TikTok-Veröffentlichungen und Festival-Auftritte. Während der COVID-19-Pandemie machte ihre Karriere allerdings keine Fortschritte. Erst Anfang 2022 gelang ihr der Durchbruch mit dem Song Go, den sie ursprünglich bereits 2020 veröffentlicht hatte. Er blieb mehrere Wochen in den hinteren Chartregionen, bevor er in die Top 10 der britischen Charts aufstieg. Daraufhin wuchs auch das Interesse in Westeuropa und sie stieg insbesondere auch in den deutschsprachigen Ländern in die Charts ein.
Im Sommer 2022 trat sie im Vorprogramm von Ed Sheeran bei Konzerten in Gelsenkirchen, München, Frankfurt und Wien auf. Obwohl ihr großer internationaler Erfolg da bereits ein Jahr zurücklag, wurde sie bei der Newcomer-Prognose Sound of 2023 der BBC für das folgende Jahr auf Platz 4 gewählt.
Cat Burns hatte ihr Coming-out 2020, was sie auch in ihrer Musik, unter anderem im Song Free, thematisiert. In ihren Liedtexten verwendet sie geschlechtsneutrale Sprache.

## Diskografie
Alben
- Early Twenties (2024)

EPs
- Adolescent (2016)
- Naive (2019)
- Emotionally Unavailable (2022)

Lieder
- Fallen Out of Love (2017)
- Trust Issues (2017)
- Sober (2018)
- Just Us (2018)
- Mine (2018)
- Cheater (2019)
- Fuckboy (2019)
- I Don’t Blame You (2019)
- Fool in Love (2020)
- Go (2020)
- Into You (2021)
- It’s Over (2021)
- Free (2021)
- People Pleaser (2022)
- Know That You’re Not Alone (2023)

## Auszeichnungen für Musikverkäufe
| Goldene Schallplatte - Kanada - 2023: für die Single Go - Neuseeland - 2023: für das Album Emotionally Unavailable Platin-Schallplatte - Dänemark - 2024: für die Single Go | 4× Platin-Schallplatte - Neuseeland - 2024: für die Single Go |

Anmerkung: Auszeichnungen in Ländern aus den Charttabellen bzw. Chartboxen sind in ebendiesen zu finden.
| Land/RegionAuszeichnungen für Musikverkäufe (Land/Region, Auszeichnungen, Verkäufe, Quellen) | Silber     | Gold     | Platin     | Verkäufe  | Quellen              |
| -------------------------------------------------------------------------------------------- | ---------- | -------- | ---------- | --------- | -------------------- |
| Dänemark (IFPI)                                                                              | —          | —        | Platin1    | 90.000    | ifpi.dk              |
| Kanada (MC)                                                                                  | —          | Gold1    | —          | 40.000    | musiccanada.com      |
| Neuseeland (RMNZ)                                                                            | —          | Gold1    | 4× Platin4 | 127.500   | radioscope.co.nz NZ2 |
| Österreich (IFPI)                                                                            | —          | —        | Platin1    | 30.000    | ifpi.at              |
| Vereinigtes Königreich (BPI)                                                                 | 3× Silber3 | —        | 3× Platin3 | 2.400.000 | bpi.co.uk            |
| Insgesamt                                                                                    | 3× Silber3 | 2× Gold2 | 9× Platin9 |           |                      |